# Apeadero Batalla de Salta
Batalla de Salta es un apeadero ubicado en la Ciudad de Salta, dentro del Departamento de la Capital de la provincia de Salta, Argentina

## Servicios
Es una estación intermedia del servicio interurbano que presta Trenes Argentinos Operaciones entre las estaciones de Salta y Güemes.
Presta dos servicios ida y vuelta cada día hábil entre cabeceras.
Sus vías corresponden al Ramal C13 del Ferrocarril General Belgrano.